# Корсаково (Калузька область)
Корсаково (рос. Корсаково) — присілок в Жуковському районі Калузької області Російської Федерації.
Населення становить 273 особи. Входить до складу муніципального утворення Присілок Корсаково.

## Історія
Від 2004 року входить до складу муніципального утворення Присілок Корсаково

## Населення
| 2002 | 2010 |
| ---- | ---- |
| 275  | ↘273 |